# رون لويس (لاعب كرة قدم أمريكية)
رون لويس (بالإنجليزية: Ron Lewis)‏ هو لاعب كرة قدم أمريكية أمريكي، ولد في 25 مارس 1968 في جاكسونفيل في الولايات المتحدة.

## وصلات خارجية
- رون لويس على موقع مرجع كرة القدم المحترفة.كوم (الإنجليزية)